# Carey Mulligan
Pour les articles homonymes, voir Mulligan.
Carey Mulligan [ˈkɛəɹi ˈmʌlɪɡən], née le 28 mai 1985 à Londres, est une actrice britannique.
Issue de la scène théâtrale, elle apparait pour la première fois au cinéma dans le film en costumes Orgueil et Préjugés de Joe Wright aux côtés des débutantes Rosamund Pike et Keira Knightley, en 2005. Quatre ans plus tard, son rôle dans Une éducation (2009) la révèle au grand public et lance définitivement sa carrière. Pour ce rôle elle obtient le BAFTA de la meilleure actrice et de nombreuses nominations, notamment au Golden Globe et à l'Oscar de la meilleure actrice. 
Entre 2010 et 2020, elle alterne entre films indépendants et superproductions. Elle joue dans Drive primé au Festival de Cannes, Shame, Inside Llewyn Davis, Loin de la foule déchaînée, Les Suffragettes, Mudbound, Wildlife - Une saison ardente, Saltburn, et enfin Gatsby le magnifique de Baz Luhrmann qui est l'un des plus gros succès commerciaux de sa carrière.
Son rôle dans le thriller Promising Young Woman d'Emerald Fennell – dont elle est l'actrice principale – ainsi que celui de la comédienne chilienne Felicia Montealegre dans le biopic Maestro de Bradley Cooper lui valent deux nouvelles nominations à l'Oscar de la meilleure actrice, respectivement en 2021 et 2024.

## Biographie

### Jeunesse et formation
Carey Hannah Mulligan naît le 28 mai 1985 à Londres et passe une partie de sa jeunesse en Allemagne, à Hanovre et à Düsseldorf. À l'âge de six ans, une représentation du Roi et moi lui donne envie de jouer dans des comédies musicales et, à huit ans, elle retourne à Londres.
Son père est directeur d'hôtel alors que sa mère est professeure à l'université. Vers dix-sept ou dix-huit ans, elle s'oppose à ses parents car ils préfèrent qu'elle aille à l'université alors qu'elle veut faire l’école d’art dramatique. Après le rejet de sa candidature de l'école d'art — qu'elle a envoyée en secret —, ses parents insistent pour qu'elle termine ses études à l'université pour avoir une solution de repli si sa carrière d'actrice ne démarre pas. Avec le recul, elle comprend néanmoins leur réaction protectrice et, plus tard, lorsqu'ils constatent qu'elle perce dans son domaine, ils la soutiennent. 
Elle étudie à la Woldingham School, dans le Surrey, où elle s'initie à la scène, qui devient sa passion.

### Débuts et révélation (années 2000)

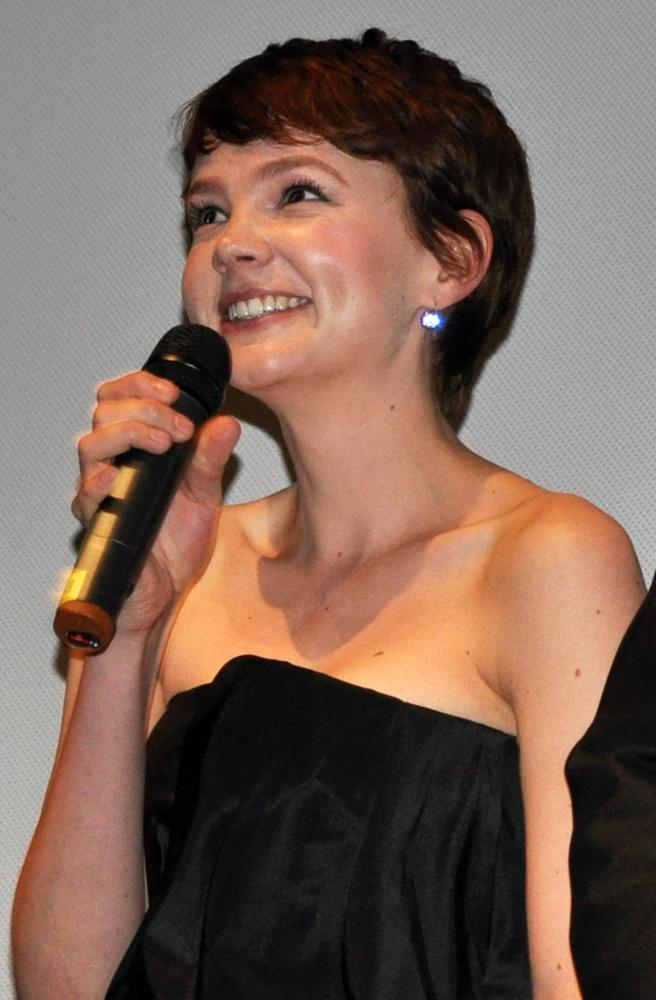
La jeune comédienne en septembre 2009, au Ryerson Theatre, pour la promotion dUne éducation.

Carey Mulligan commence sa carrière avec le rôle de Kitty Bennett en 2005 dans l'adaptation cinématographique du roman de Jane Austen, Orgueil et Préjugés, après avoir écrit une lettre directement à la production. Elle apparaît l'année suivante dans la série britannique The Amazing Mrs Pritchard (en). 
En 2007, elle joue dans la pièce de théâtre La Mouette, et joue un second rôle dans le drame télévisuel de Jon Jones, Northanger Abbey. La même année, elle incarne le personnage principal dans l'épisode Les Anges pleureurs de Doctor Who, acclamé par la critique. Elle partage également l'affiche du téléfilm Mon fils Jack (My Boy Jack), avec Daniel Radcliffe et Kim Cattrall.
L'année 2009 est celle de la révélation : elle participe à sa première production hollywoodienne, le polar historique Public Enemies, de Michael Mann, mené par Johnny Depp et Marion Cotillard. Et côtoie Tobey Maguire, Natalie Portman et Jake Gyllenhaal pour le drame Brothers, de Jim Sheridan.
Mais elle est surtout la tête d'affiche du drame indépendant britannique Une éducation, qui lui vaut un British Academy Film Award de la meilleure actrice dans un rôle principal en 2010, ainsi qu'une nomination à l'Oscar de la meilleure actrice. Cette même année, elle retrouve Keira Knightley pour le drame Auprès de moi toujours, dont elles partagent l'affiche avec un jeune Andrew Garfield.
Elle conclut cette année en chantant sur le titre de Belle and Sebastian, Write About Love, de l'album du même titre.

### Ascension (années 2010)

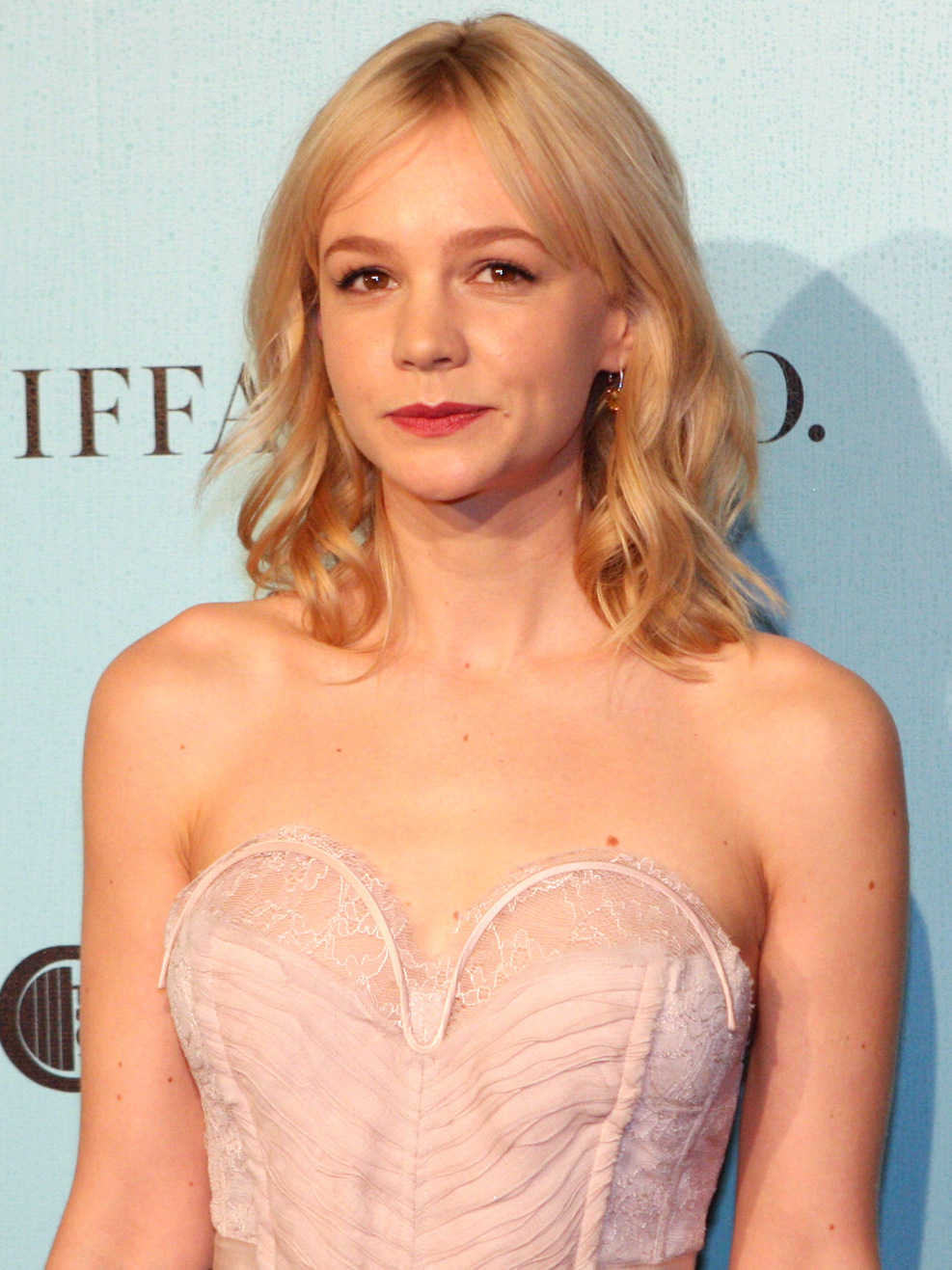
L'actrice à la première de Gatsby à Sydney en 2013.

Désormais actrice de premier plan, Carey Mulligan continue à miser sur de grands cinéastes : après Wall Street : L'argent ne dort jamais, d'Oliver Stone, elle enchaîne avec le thriller d'action Drive, de Nicolas Winding Refn : un beau succès critique et commercial qui la révèle, aux côtés de la désormais superstar Ryan Gosling. Elle y joue en effet le rôle d'Irène, une fille pudique et plutôt introvertie. La même année, elle change complètement de registre en incarnant le rôle de Sissy dans le drame indépendant Shame, de Steve McQueen, la sœur dépressive d'un accro au sexe aux tendances suicidaires.
En 2013, elle joue Daisy Buchanan, dans l'adaptation cinématographique de Gatsby le Magnifique de F. Scott Fitzgerald par Baz Luhrmann, aux côtés de Leonardo DiCaprio et de Tobey Maguire.
La même année, elle tient le principal rôle féminin de Inside Llewyn Davis, de Joel et Ethan Coen. Un énorme succès critique.[réf. nécessaire]
En 2015, elle revient au cinéma britannique en héroïne de deux drames historiques : Loin de la foule déchaînée de Thomas Vinterberg, et Les Suffragettes de Sarah Gavron.
Après avoir donné naissance à ses deux enfants, elle revient à l'écran pour partager l'affiche de Mudbound (2017) avec Garrett Hedlund et de Wildlife - Une saison ardente (2018) avec Jake Gyllenhaal, qu'elle retrouve dix ans plus tard après Brothers.

### Reconnaissance (depuis 2018)
En 2018, Carey Mulligan joue dans l'adaptation cinématographique du roman de Richard Ford : Wildlife : Une saison ardente réalisé par l'acteur Paul Dano centré sur la chute d'un couple. Elle interprète une épouse soumise en quête de sens dans sa vie face à Jake Gyllenhaal. Le film est un échec commercial et reçoit des critiques assassines.[réf. nécessaire]
Au début des années 2020, Mullingan tourne le thriller féministe Promising Young Woman écrit et réalisé par Emerald Fennell. Dans ce drame indépendant produit par Universal Studios, elle interprète une jeune femme prête à tout pour venger la mort de sa meilleure amie qui s'est suicidée après avoir été violée. Film symbole de l'ère post-MeToo, Promising Young Woman connaît une sortie compliquée en raison de la covid-19. Quand le long métrage sort, il reçoit des critiques très élogieuses qui saluent la performance de la comédienne – le magazine en ligne français Écran Large la qualifie d’excellente. Elle est nommée une deuxième fois à l'Oscar de la meilleure actrice, en onze ans de carrière. L'année suivante, elle joue un autre rôle engagé, celui de la journaliste Megan Twohey dans She Said. Le film retrace les coulisses de l'affaire du New York Times sur les abus du magnat du septième art, Harvey Weinstein, à la fin des années 2010. Elle y donne la réplique à l'actrice Zoe Kazan ainsi que certaines actrices qui ont subi des agressions sexuelles de la part du producteur de cinéma américain. Mulligan y reçoit à nouveau des critiques favorables sur son travail d'actrice et décroche même sa troisième nomination aux Golden Globes dans la catégorie meilleure actrice dans un second rôle.
En 2023, elle est à l'affiche de trois films radicalement différents. Tout d'abord, elle est une aristocrate droguée dans la comédie noire Saltburn, second long métrage d'Emerald Fennell. Le film retrace l'amitié ambiguë et torride entre deux collégiens de la classe aristocrate. Outre le fait qu'elle retrouve sa réalisatrice fétiche, elle donne la réplique aux jeunes premiers Barry Keoghan et Jacob Elordi. Cette même année, elle incarne la comédienne de théâtre chilienne Felicia Montealegre dans le film biographique Maestro, qui dépeint son histoire d'amour avec le chef d'orchestre Leonard Bernstein rendue complexe par la bisexualité de ce dernier. Elle y est la vedette aux côtés de Bradley Cooper, qui est également le réalisateur du film. Le film est présenté à la Mostra de Venise où il reçoit un accueil élogieux. Pour ce rôle elle obtient sa troisième nomination aux Oscars. Elle revient ensuite dans le drame Spaceman de Johan Renck. Les deux films sont produits pour la plateforme de streaming Netflix.
En 2024, elle apparaît dans le drame indépendant The Ballad of Wallis Island avant de rejoindre la distribution de l'adaptation cinématographique du livre de C. S. Lewis, Le Neveu du magicien, réalisé par Greta Gerwig. Elle y retrouve Meryl Streep et donne la réplique à Emma Mackey et Daniel Craig.

### Vie privée
En 2009, Carey Mulligan entame une relation amoureuse avec l'acteur Shia LaBeouf, rencontré sur le tournage du film Wall Street : L'argent ne dort jamais ; ils se séparent à la fin de l'année suivante. 
Depuis le début de 2011, elle vit avec le meneur du groupe Mumford & Sons, Marcus Mumford, qu'elle épouse le 23 avril 2012. En septembre 2015, ils ont une fille, puis un deuxième enfant né en septembre 2017,.

## Filmographie

### Cinéma

#### Années 2000
- 2005 : Orgueil et Préjugés (Pride & Prejudice) de Joe Wright : Kitty Bennet
- 2007 : And When Did You Last See Your Father? d'Anand Tucker : Rachel
- 2009 : Pour l'amour de Bennett (The Greatest) de Shana Feste : Rose
- 2009 : Une éducation (An Education) de Lone Scherfig : Jenny
- 2009 : Public Enemies de Michael Mann : Carol Slayman
- 2009 : Brothers de Jim Sheridan : Cassie Willis

#### Années 2010
- 2010 : Wall Street : L'argent ne dort jamais (Wall Street: Money Never Sleeps) d'Oliver Stone : Winnie Gekko
- 2010 : Never Let Me Go de Mark Romanek : Kathy
- 2011 : Drive de Nicolas Winding Refn : Irene
- 2011 : Shame de Steve McQueen : Sissy
- 2013 : Gatsby le Magnifique (The Great Gatsby) de Baz Luhrmann : Daisy Buchanan
- 2013 : Inside Llewyn Davis de Joel et Ethan Coen : Jean Berkey
- 2015 : Loin de la foule déchaînée (Far from the Madding Crowd) de Thomas Vinterberg : Bathsheba Everdene
- 2015 : Les Suffragettes (Suffragette) de Sarah Gavron : Maud Watts
- 2017 : Mudbound de Dee Rees : Laura McAllan
- 2018 : Wildlife - Une saison ardente (Wildlife) de Paul Dano : Jeanette Brinson

#### Années 2020
- 2020 : Promising Young Woman d'Emerald Fennell : Cassandra « Cassie » Thomas
- 2021 : The Dig de Simon Stone : Edith Pretty
- 2022 : She Said de Maria Schrader : Megan Twohey
- 2023 : Maestro de Bradley Cooper : Felicia Montealegre
- 2023 : Spaceman de Johan Renck : Lenka
- 2023 : Saltburn d'Emerald Fennell : Pamela
- 2025 : The Ballad of Wallis Island de James Griffiths : Nell Mortimer

### Télévision
- 2005 : Bleak House (en) : Ada Clare
- 2006 : Miss Marple : Le Mystère de Sittaford (Agatha Christie Marple: The Sittaford Mystery) de Paul Unwin : Violet Willett
- 2006 : The Amazing Mrs Pritchard : Emily Pritchard
- 2006-2007 : Scotland Yard, crimes sur la Tamise (Trial & Retribution) : Emily Harrogate
- 2007 : Meurtres en sommeil (Waking the Dead) : Sœur Bridgid
- 2007 : Northanger Abbey de Jon Jones : Isabella Thorpe
- 2007 : Doctor Who (série télévisée, 1 épisode) : Sally Sparrow
- 2007 : Mon fils Jack (My Boy Jack) de Brian Kirk : Elsie Kipling
- 2014 : The Spoils of Babylon : voix de Lady Anne York
- 2018 : Collateral : inspectrice Kip Glaspie
- 2019 : My Grandparents' War (en) (La Guerre de mes grands-parents) : elle-même[7],[8]

## Théâtre
- 2008 : The Seagull[9]
- 2011 : Through A Glass Darkly, de David Leveaux. Adaptation du film À travers le miroir d'Ingmar Bergman. Représentation au New York Theatre Workshop[10].
- 2018 : Girls and Boys, de Dennis Kelly et mise en scène par Lindsey Turner. Les premières représentations ont eu lieu au Royal Court Theatre à Londres[11].

## Voix francophones
En France, Élisabeth Ventura est la voix française régulière de Carey Mulligan depuis Une éducation en 2009.
Au Québec, elle est régulièrement doublée par Pascale Montreuil.
En France
| - Élisabeth Ventura dans : - Une éducation - Wall Street : L'argent ne dort jamais - Never Let Me Go - Shame - The Spoils of Babylon (série télévisée) - Loin de la foule déchaînée - Les Suffragettes - Mudbound - Collateral (série télévisée) - Wildlife : Une saison ardente - Promising Young Woman - She Said - Maestro - Spaceman | - Hélène Bizot dans : - The Dig - Saltburn Et aussi - Caroline Lallau dans Orgueil et Préjugés - Caroline Pascal dans Northanger Abbey (téléfilm) - Marielle Ostrowski dans Doctor Who (série télévisée) - Noémie Orphelin dans Pour l'amour de Bennett - Barbara Kelsch dans Public Enemies - Victoria Grosbois dans Drive - Barbara Tissier dans Gatsby le Magnifique - Juliette Allain dans Inside Llewyn Davis |

Au Québec
| - Pascale Montreuil dans : - Orgueil et Préjugés - Wall Street : L'argent ne dort jamais - Gatsby le Magnifique - Une jeune femme pleine de promesses - Elle a dit | et aussi - Camille Cyr-Desmarais dans Sang-froid - Marie-Ève Bertrand dans Les Suffragettes |